# Высокое (Борзнянский район)
Высо́кое (укр. Високе) — село в Нежинском районе Черниговской области Украины, административный центр Высочанской сельской общины. Было центром Высочанского сельсовета, до 17 июля 2020 года было на территории ныне упразднённого Борзнянского района. Население — 1001 житель (2024 год).
Село Высокое находится примерно в 11 км к северо-востоку от центра города Борзна. Средняя высота населённого пункта — 130 м над уровнем моря. Село находится в зоне умеренно континентального климата.
Национальный состав представлен преимущественно украинцами, конфессиональный состав — христианами.

## История
В XIX веке село Высокое было в составе Шаповаловской волости Борзнянского уезда Черниговской губернии.
17 июля 2020 года в результате административно-территориальной реформы село вошло в состав Нежинского района.

## Знаменитые люди
- Коляда Петр Васильевич (30 июня 1945, с. Высокое) — украинский юрист, Заслуженный юрист Украины, генерал-полковник.